# 攤位遊戲
攤位遊戲（英語：或）是組織成一個嘉年華的無數個體，每一個攤位遊戲都有一個獨立的遊戲活動。視乎主辦單位是商業機構或非弁利組織等，要玩遊戲前或需付費、用代幣、用特定票券或者是免費。
在許多國家皆有類似設施設立於不同地點，例如：台灣的夜市、东亚的廟會。